# Oberhausen-Rheinhausen
Oberhausen-Rheinhausen è un comune tedesco di 9 501 abitanti, situato nel land del Baden-Württemberg.